# Seznam digitalnih fotoaparatov
Seznam digitalnih fotoaparatov

## Kompaktni fotoaparati
| Fotoaparat           | Najvišja ločljivost [MP] | Razpon občutljivosti ISO | Objektiv                     | Diagonala zaslona [cm] | Baterija    | Ostrenje                      | Bliskavica | Pomnilniška kartica | Teža [g]   | Možnosti           |
| -------------------- | ------------------------ | ------------------------ | ---------------------------- | ---------------------- | ----------- | ----------------------------- | ---------- | ------------------- | ---------- | ------------------ |
| Canon IXUS           |                          |                          |                              |                        |             |                               |            |                     |            |                    |
| Canon Ixus 70        | 7                        | do 1600                  | 3-kratna povečava, vgrajen   | 6,2                    | Li          | samo avtomatsko               | šibka      | SD                  | 125        |                    |
| Canon Ixus 850 IS    | 7                        | ni podatka               | 3,8-kratna povečava, vgrajen | 6,3                    | Li          | samo avtomatsko               | da         | SD                  | 150        | umirjevalnik slike |
| Canon Ixus 900 Ti    | 10                       | do 3200                  | 3-kratna povečava, vgrajen   | 6,3                    | Li          | samo avtomatsko               | da         | SD                  | 195        |                    |
| Canon PowerShot      |                          |                          |                              |                        |             |                               |            |                     |            |                    |
| Canon PowerShot A460 | 5                        | ni podatka               | 4-kratna povečava, vgrajen   | 5,0                    | 2 vložka AA | samo avtomatsko               | da         | SD                  | ni podatka |                    |
| Canon PowerShot G5   | 5                        | do 800                   | 4-kratna povečava, vgrajen   | 4,6                    | Li          | avtomatsko, ročno s koleščkom | da         | Compact Flash       | ni podatka |                    |
| Nikon Coolpix        |                          |                          |                              |                        |             |                               |            |                     |            |                    |
| Nikon Coolpix 3200   | 3,2                      | do 400                   | 3-kratna povečava, vgrajen   | 3                      | 2 vložka AA | samo avtomatsko               | da         | SD                  | ni podatka |                    |

## Zrcalno-refleksni fotoaparati
| Fotoaparat     | Najvišja ločljivost [MP] | Razpon občutljivosti ISO | Objektiv                                    | Diagonala zaslona [cm] | Baterija             | Ostrenje                                                                          | Bliskavica                                 | Pomnilniška kartica | Teža [g] | Možnosti                               |
| -------------- | ------------------------ | ------------------------ | ------------------------------------------- | ---------------------- | -------------------- | --------------------------------------------------------------------------------- | ------------------------------------------ | ------------------- | -------- | -------------------------------------- |
| Nikon D        |                          |                          |                                             |                        |                      |                                                                                   |                                            |                     |          |                                        |
| Nikon D40      | 6,1                      | od 200 do 1600           | izmenljiv objektiv, priklop Nikon F Mount   | 6,3                    | Li, do 600 posnetkov | autofokus: enojni (AF-S), zaporedni (AF-C), avtomatska izbira (AF-A); ročni fokus | vgrajena i-TTL, možnost dodatnega priklopa | SD                  | 475      | obdelovanje slike na samem fotoaparatu |
| Nikon D40x     | 10,1                     | od 100 do 3200           | izmenljiv objektiv, priklop Nikon F Mount   | 6,3                    | Li, do 800 posnetkov | autofokus: enojni (AF-S), zaporedni (AF-C), avtomatska izbira (AF-A); ročni fokus | vgrajena i-TTL, možnost dodatnega priklopa | SD                  | 471      | /                                      |
| Canon EOS      |                          |                          |                                             |                        |                      |                                                                                   |                                            |                     |          |                                        |
| Canon EOS 300D | 6,3                      | od 100 do 1600           | izmenljiv objektiv, vsi iz serij EF-S in EF | ni podatka             | Li                   | 7 avtofokus kontrolnih točk, ročno ostrenje                                       | vgrajena avtomatska E-TTL bliskavica       | CF I in II          | 694      | /                                      |